# شركة الوطني للاستثمار
شركة الوطني للاستثمار (NBK Capital) هي شركة خدمات مالية تعمل في الشرق الأوسط تأسست في يوليو 2005 كشركة تابعة مملوكة بالكامل لبنك الكويت الوطني. تركز الشركة على أربعة مجالات رئيسية للأعمال: الاستثمارات البديلة، إدارة الأصول، الوساطة، والخدمات المصرفية الاستثمارية.
تقدم مجموعة الخدمات المصرفية الاستثمارية التابعة لشركة الوطني للاستثمار خدمات استشارية (سواء الديون أو الأسهم أو استشارات الاندماج والاستحواذ ) للعملاء في مختلف القطاعات.
تدير مجموعة إدارة الأصول 49 صندوقًا استثماريًا بأصول تحت إدارتها تتجاوز 10.2 مليار دولار. تتنوع الصناديق عبر فئات الأصول وتشمل أسواق المال والأسهم والاستثمارات الإسلامية والبديلة والعقارات.

## وصلات خارجية
- الموقع الرسمي